# Ernest C. Bromley
Ernest C. Bromley, kanadski letalski častnik, vojaški pilot in letalski as, * 18. avgust 1888, Winnepeg, Manitoba, † 14. april 1928.
Poročnik Bromley je v svoji vojaški službi dosegel 12 zračnih zmag.

## Življenjepis
Med prvo svetovno vojno je bil pripadnik Kraljevega letalskega korpusa, nato pa Kraljevega vojnega letalstva.

## Odlikovanja
- Vojaški križec (MC)